# Arctia sordida
Arctia sordida là một loài bướm đêm thuộc phân họ Arctiinae, họ Erebidae.